# Abchazische Socialistische Sovjetrepubliek
De Abchazische Socialistische Sovjetrepubliek (Abchazische SSR) (Russisch: Советская Социалистическая Республика Абхазия; Socialistitsjeskaja Sovjetskaja Respoeblika Abchazia) was een socialistische sovjetrepubliek die van 1921 tot 1931 bestond. Het gebied omvat het huidige Abchazië.
Kort na de verovering in februari 1921 van de Democratische Republiek Georgië door het Rode Leger werd op 31 maart 1921 de Abchazische Socialistische Sovjetrepubliek uitgeroepen als aparte sovjetrepubliek buiten de Georgische Socialistische Sovjetrepubliek. Op 16 december 1921 werd een verdrag gesloten tussen beiden, waarmee ze afspraken een politieke, militaire en financieel-economische unie aan te gaan. Dit verdrag werd op 17 februari 1922 geratificeerd. De Abchazische sovjetrepubliek werd feitelijk een ondergeschikt onderdeel van de Georgische, ook omdat ze uitgesloten werd van onderhandelingen over de vorming van de Transkaukasische Socialistische Federatieve Sovjetrepubliek. Als eenheid onder vlag van de Georgische sovjetrepubliek werden ze op 12 maart 1922 gezamenlijk onderdeel van de Transkaukasische SFSR.
Abchazië trad bij de oprichting op 30 december 1922 toe tot de Sovjet-Unie als onderdeel van de Georgische sovjetrepubliek binnen de Transkaukasische SFSR. De Abchazische SSR was in naam weliswaar een unierepubliek (SSR) maar de grondwet van zowel de Georgische SSR (1922) als de Sovjet-Unie (1924) stelde het gebied politiek-juridisch gelijk aan Adzjarië, een autonome sovjetrepubliek (ASSR) binnen de Georgische sovjetrepubliek. Op 11 februari 1931 kwam een einde aan deze dubbelzinnige situatie en werd de Abchazische SSR ook in naam een autonome republiek, de Abchazische Autonome Socialistische Sovjetrepubliek.
Armeense SSR · Azerbeidzjaanse SSR · Estische SSR · Georgische SSR · Kazachse SSR · Kirgizische SSR · Letse SSR · Litouwse SSR · Moldavische SSR · Oekraïense SSR · Oezbeekse SSR · Russische SFSR · Tadzjiekse SSR · Turkmeense SSR · Wit-Russische SSR
 Tijdelijke Sovjetrepublieken: Karelo-Finse SSR (1940-1956) · Transkaukasische SFSR (1922-1936) · Abchazische SSR (1921-1931)